# Ach' An Todhair
Ach' An Todhair is een gehucht aan de oevers van Loch Linnhe in de buurt van Fort William in de Schotse Hooglanden. Ach An Todhair ligt vlak bij de Ben Nevis.